# Beda Hallberg

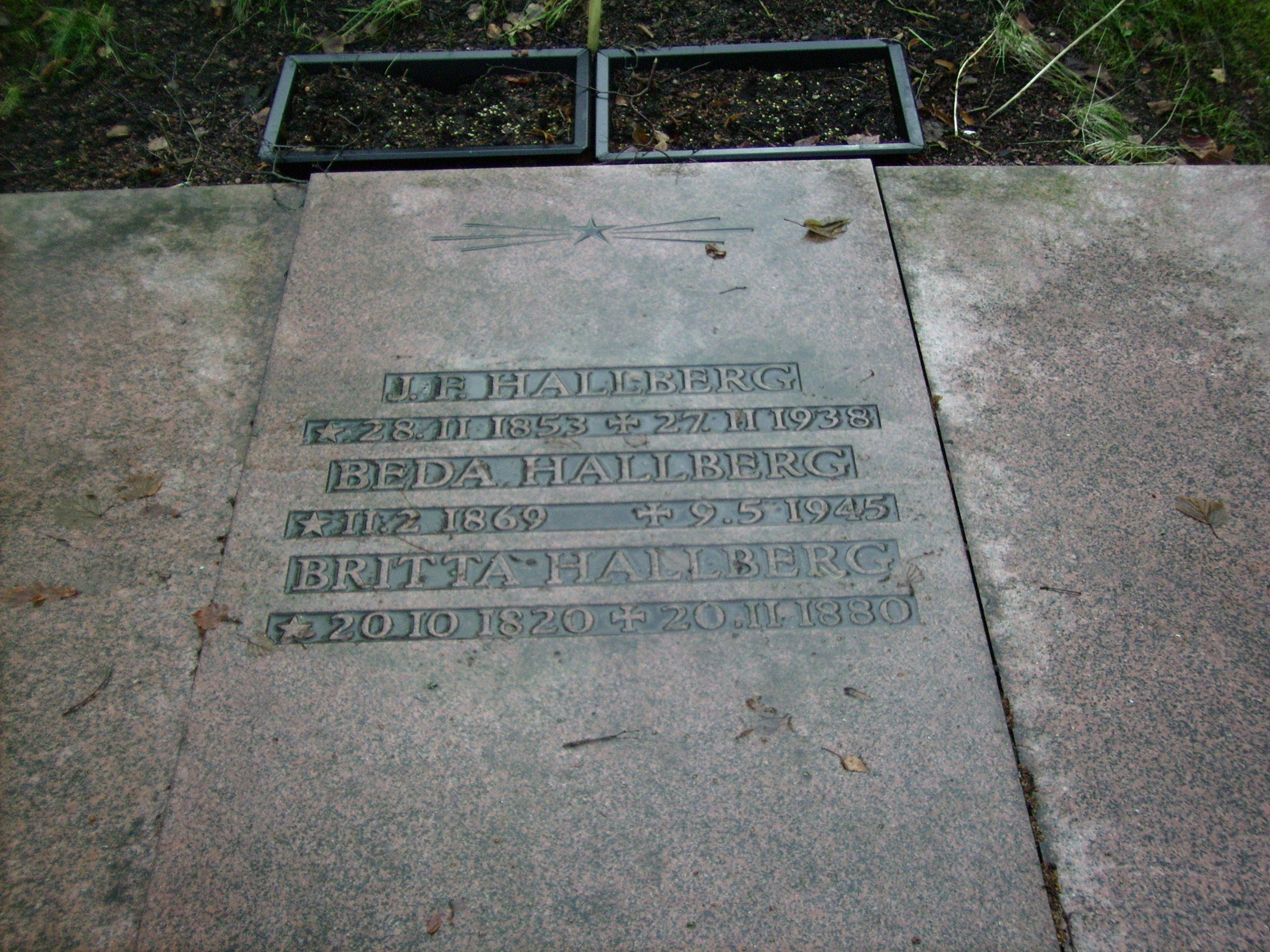
Beda Hallbergs gravvård på Östra kyrkogården, Göteborg.

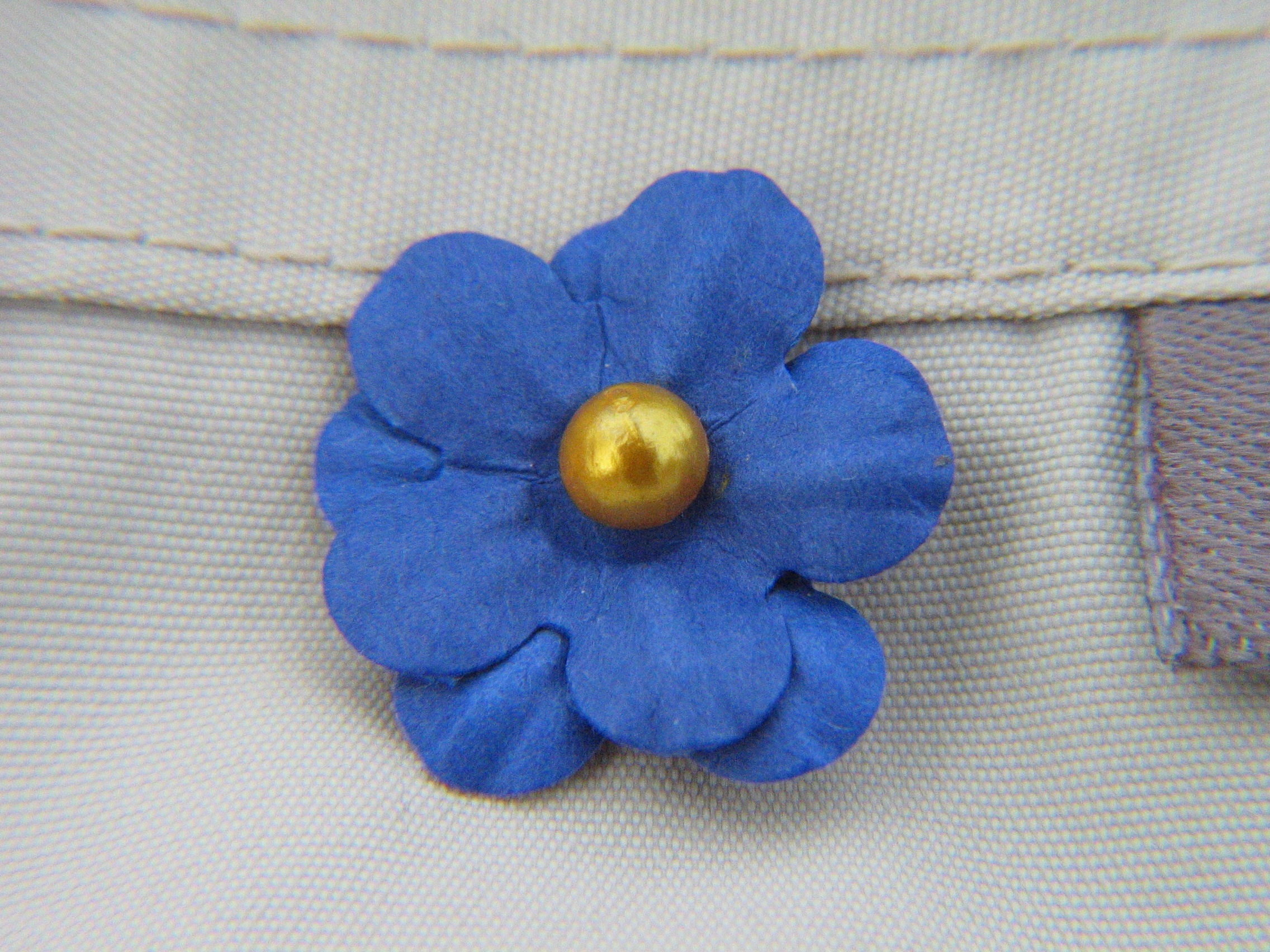
2007 års majblomma i samma blå färg som Blå blomman 1907.

Beda Sofia Hallberg, född Andersson den 11 februari 1869 på Prässe gård i Onsala församling, död 9 maj 1945 i Sankt Matteus församling i Stockholm, var initiativtagare till försäljning av majblommor. Hon blev 1907 grundare av Förstamajblommans riksförbund i Göteborg. 
Hallberg fick från 1938 hederspension av Svenska staten, och framröstades 2004 till Tidernas hallänning. Hon ligger begraven på Östra Kyrkogården i Göteborg.

## Biografi

### Bakgrund och tidiga år
Hon var dotter till Johan och Josephine Andersson. Beda Hallbergs morföräldrar Sven Carl Möller och Maria Christina Ekström flyttade till Prässe (förr Presse) där de odlade upp marken och byggde hus.
Deras dotter Josephine (född 1835) vigdes 1858 med sjökaptenen Johan Andersson (född 1833). De fick fem barn där Beda var näst yngst. Hennes äldre syskon var Alida, Johan (John) och Gerda. Hennes yngre bror var William.
Bedas far Johan Andersson förde det nybyggda fartyget Ernst Merck från Nyköping till Rio de Janeiro på fartygets jungfrufärd 1859. Med på resan var hans hustru Josephine. Fartyget återkom hösten 1861 till Stockholm och 1863 övertog kapten Andersson Prässe gård.
Beda (född 1869) växte upp på Prässe med modern och morföräldrarna. Fadern emigrerade 1870 till USA och hördes därefter aldrig mer av.
Skolgång ordnades genom att Beda kunde delta i den undervisning som en guvernant gav åt några barn från sjökaptensfamiljer i närheten. Hon fick då bo på gården Gatan och hade på sitt rum ett porträtt av Ingela Gathenhielm, hustru till kaparkaptenen Lasse i Gatan.
Nära Prässe fanns enkla stenstugor på utmarksheden, och Beda fick då tidigt se att hjälp lämnades ut från Prässe till behövande vid olika tillfällen.
När hon fyllt tolv kom hon till sin moster Sophie Kleverström i Göteborg. 1888 gifte hon sig med tobakshandlaren Johan Edvard Hallberg (1853–1938) med butik på Skeppsbron 1. Johan Hallberg deltog i en privat musikensemble och genom musiken kom Beda Hallberg in i det göteborgska nöjeslivet. Det innebar också medverkan i välgörenhetsfester, baler, basarer och liknande.

### Hjälparbete, majblomman
Från början av 1890-talet deltog hon i den frivilliga fattigvården i Göteborg och gjorde hembesök i ett av Allmänna hjälpföreningens distrikt. Förutom den utbredda fattigdomen förekom tuberkulos (tbc, lungsot, lungtuberkulos), som denna tid var en av de främsta dödsorsakerna. Beda Hallberg insåg att insamling av pengar på traditionellt vis genom enstaka basarer inte räckte långt. Det behövdes ett bredare sätt att samla in pengar. När hennes dotter Margot kom hem med ett litet pappmärke som hade sålts till Gustav Adolfsdagen (6 november) 1906 fick hon tanken på ett nålmärke i form av en vårblomma. Kunde man betala en slant för ett kotiljongmärke till en bal borde en sådan blomma också kunna säljas.
Beda Hallberg hade förmågan att organisera och engagera. Hon bildade sin första kommitté med Carl Lagerberg, stadsläkaren K.J. Gezelius och Frigga Carlberg. Hon fick igenom att priset skulle vara tio öre och att 100 000 blommor skulle beställas. 
Den blomma som såldes i april-maj 1907 var blå och den kallades också för Blå blomman. Från 1908 kallades den Förstamajblomman och från 1999 Majblomman. Under lång tid (fram till 2007) var blommans färg just blå vart femte år.
Hon kände svenska scoutrörelsens grundare Ebbe Lieberath och det var troligen därför som det bestämdes att scouterna skulle sälja blomman. Hon tog kontakt med stadens folkskoleinspektör J. M. Ambrosius med resultat att stadens skolbarn fick ledigt för att kunna sälja. Hon fick också stöd av Hjalmar Bratt, utgivare av veckotidningen Hvar 8 Dag, bland annat för att beställa ytterligare 50 000 blommor.
Redan i april 1907 spred sig idén om en majblomma till städer nära Göteborg. Några fick en del av de blommor som beställts till Göteborg. Första majblommans rikskommitté bildades 1907 i Göteborg. Nästa år hade lokalkommittéer bildats runt om i landet och Beda Hallberg började resa runt för att organisera och informera om blomman.
Idén spreds också till andra länder och Beda Hallberg blev 1909 korresponderande ledamot av den internationella tuberkulosorganisationen. Hon deltog i de internationella kongresserna i Stockholm 1909, Bryssel 1910, Berlin 1913 och Oslo 1930.
En av Beda Hallbergs norska vänner hade sänt prov på julklappspapper. Till julen 1922 importerades till Sverige  175 000 ark. De såldes till förmån för antituberkuloshjälpen. Något år senare började sådant julpapper tryckas i Sverige av Papyrus i Mölndal. 1925 trycktes pappret som femmetersrullar som såldes för en krona. Men snart tillkom kommersiella julklappspapper och Beda Hallbergs försäljning avslutades. Under åren 1922 till 1934 gav den mer än 80 000 kronor till hjälpbehov.

### Senare år
28 mars 1931 reste Beda Hallberg med båt till New York och inledde en fem månaders turné i USA.  I New York återsåg hon sina bröder John och William och i San Francisco systern Gerda Lönegren, som tidigt hade startat en majblommerörelse bland svenskamerikaner. Under sin USA-resa höll Beda Hallberg ett 40-tal föredrag, ofta för stor publik. En höjdpunkt var invigningen av en sanatoriepaviljong vid det svenskamerikanska sjukhuset i Denver. Hon återkom till Göteborg den 17 september 1931.
Hennes make avled 1938. Några år senare flyttade hon till Stockholm, där hon avled 1945.

## Hedersbetygelser

### Utmärkelser
- 1909 ledamot av Internationella förbundet mot tuberkulos.
- 1913 hedersledamot av Norska Kvinners Sanitetsforening.
- 1914 tilldelad kungliga medaljen Illis quorum meruere labores, 8:e storleken
- 1919 huvudman i Svenska nationalföreningen mot tuberkulos.
- 1931
  - hedersledamot av Majblomman Corporation of America, Women’s Missionary Sociaty
  - Vasaorden S:t Erik
  - Vasaordens Barnklubb Nr 1 i New York.
- 1932 tilldelad av kung Kristian X av Danmark en kunglig belöningsmedalj.
- 1936 hedersledamot i Förstamaj-blommans centralkommitté
- 1938 statspension för att hon hade byggt upp och utvecklat verksamheten med energi och organisatorisk förmåga

### Minnen efter Hallberg
Flera av Göteborgs spårvägs spårvagnar är namngivna efter kända göteborgsprofiler. Spårvagnen M31 301 bär Beda Hallbergs namn.
Hon har en gångväg i Göteborg uppkallad efter sig.
År 2013 startades en gymnasieskola i Kungsbacka med namnet Beda Hallbergs gymnasium.